# Eschweilera neblinensis
Eschweilera neblinensis är en tvåhjärtbladig växtart som beskrevs av Scott A. Mori. Eschweilera neblinensis ingår i släktet Eschweilera och familjen Lecythidaceae. Inga underarter finns listade i Catalogue of Life.